# 이성재 (1976년)
이성재(李成宰, 1976년 5월 16일 ~ )는 대한민국의 전 축구 선수 및 지도자이다.

## 선수 경력
1999년, 부천 SK에서 프로 선수 경력을 시작했다. 1999년 6월 9일 열린 포항 스틸러스와의 경기에서 프로 데뷔골을 기록했다. 1999시즌 K리그 신인선수상을 수상하였으며 챌린저스 리그에서 선수 생활을 마감하였다.

## 수상

### 개인 수상
- K리그 신인선수상 : 1999